# Ole Sørensen (żeglarz)
Ole Sørensen (ur. 22 września 1883 w Melsomvik, zm. 25 lutego 1958 w Oslo) – norweski żeglarz, olimpijczyk, zdobywca złotego medalu w regatach na Letnich Igrzyskach Olimpijskich w 1920 roku w Antwerpii.
Na Letnich Igrzyskach Olimpijskich 1920 zdobył złoto w żeglarskiej klasie 10 metrów (formuła 1907). Załogę jachtu Eleda tworzyli również Erik Herseth, Sigurd Holter, Peter Jamvold, Gunnar Jamvold, Claus Juell i Ingar Nielsen.